# Ягморасан ібн Заян
Ягморасан ібн Заян (араб. يغمراسن إبن زيان; д/н — 1283) — засновник Держави Заянідів, султан в 1236—1283 роках.

## Життєпис
Походив з роду шейхів (голів) племені абд аль-вад з берберської групи Зенати. Син шейха Заяна ібн Табета. Народився 1206 року. Ймовірно брав участь у походах Альмохадів. 1230 року халіф Ідріс I призначив його валі Середнього Магрибу. При цього головним завданням стало боротьба проти Усмана Мариніда, що повстав на півночі Марокко. Запекла боротьба не виявила переможця.

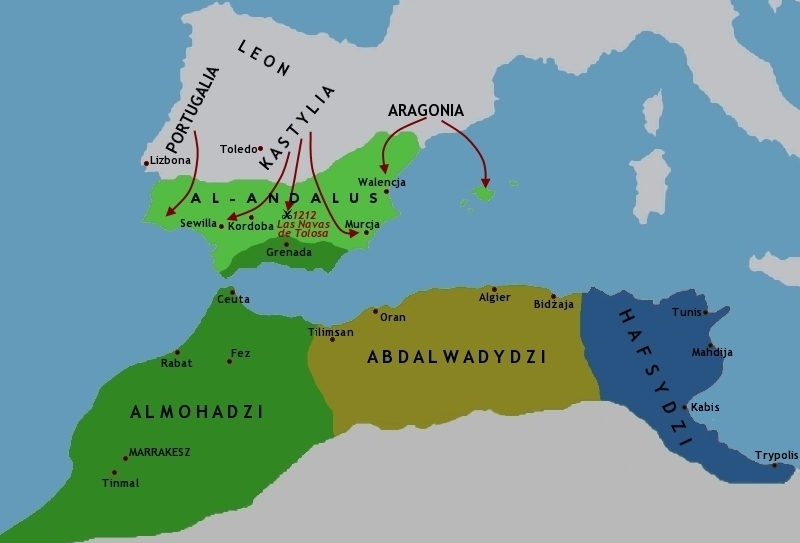
Володіння Ягморасана ібн Заяна в 1240 (позначено темно-жовтим кольором)

У 1236 році після повалення старішинами племені його брата Абу Уззи Заяна оголошується новим шейхом абд аль-ваду. Того ж року, скориставшись початком війни за трон між Альмохадами оголосив про свою незалежність, захопивши міста Тлемсен і Оран. Також приборкав повсталі племенні групи бану-рашид і бану-мутахар. Оголосив Тлемсен своєю столицею. Потім рушив на схід, дійшовши 1240 року до Беджаї. 
Але у 1242 (за іншими відомостями 1247) року проти нього виступив Абу Закарія Ях'я I, султан Хафсидів, який завдав поразки Ягмосарану, змусивши того визнати свою зверхність. При цьому кордоном між державами стала річка Шеліфф.
У червні 1248 року біля Уджди влаштував засідку війську халіфа Абу аль-Хасана, якому завдав поразки. При цьому сам загинув. Це остаточно позбавило Ягморасана загрози з боку Альмохадів. В подальші роки воював проти берберських племен маграва і туджин та арабів-хіляль.
1263 року захопив Сіджильмасу. 1266 року уклав союз з Ідрісом II, халіфом Альмохадів, відповідно до якого атакував володіння Маринідів. Втім 1268 року у битві на річці Мулуя зазнав від султана Абу Юсуф Якуба поразки. В результаті мусив надати тому військо для облоги Марракешу — столиці Альмохадів. 1269 року маринідо-заянідське військо здобуло це місто.
1271 року відмовився визнавати зверхність Маринідів. У відповідь Абу Юсуф якуб атакував Ягморасана, якого змусив підкоритися. 1277 року уклав союз з гранадським еміром Мухаммадом II, відповідно до якого атакував володіння Маринідів. Але напад було відбито останніми. Проте сутички тривали до самої смерті Ягмосарана, що настала 1283 року в Міліані. Йому спадкував син Абу Саїд Усман I.